# Saint-Laurent-le-Minier
Saint-Laurent-le-Minier là một xã ở tỉnh Gard. Xã này có diện tích 13,26 km², dân số năm 1999 là 362 người. Khu vực này có độ cao trung bình 170 mét trên mực nước biển.